# مسائل الجاهلية (كتاب)
كتاب مسائل الجاهلية أحد كتب العقيدة، ألفه محمد بن عبد الوهاب (1115 هـ – 1226 هـ). يحتوي الكتاب على مسائل الجاهلية أو المسائل التي خالف فيها النبي محمد أهل الجاهلية.

## مسائل الكتاب
عد الألوسي 100 مسألة، وقال الألوسي : إني وقفت على رسالة صغيرة الحجم، كثيرة الفوائد، تشتمل على نحو مائة مسألة". أما عبد الرحمن بن حسن آل الشيخ فعد 120 مسألة وقال: " ولشيخنا -رحمه الله- مصنف لطيف ذكر فيه ما خالف رسول الله صلى الله عليه وسلم فيه أهل الجاهلية، بلغ مائة وعشرين مسألة ". يرجع سبب الاختلاف أن بعض النساخ يجعلون المسألة أو أكثر مسألةً واحدة، وفي ذلك يقول صالح العبود: " وهو مطبوع متداول بتعداد مختلف لهذه المسائل اختلافا سهلا في الزيادة والنقص ولا يضر ذلك لأن الكتاب صحيح النسبة إلى الشيخ، والزيادة والنقص إنما هو في تعداد المسائل فبعض النساخ يجعل المسألتين والثلاث واحدة والبعض الآخر يجعل لكل مسألة عدًّ خاصًا كما يفعل الشيخ الألوسي في الرابعة والخمسين والخامسة والخمسين وهكذا ".

## شروح الكتاب
للكتاب عدة شروح:
- شرح مسائل الجاهلية: تأليف محمود شكري أبو المعالي الألوسي البغدادي السلفي.
- شرح مسائل الجاهلية: تأليف محمود السعيد، قام بجمع وتحقيق وشرح الكتاب.
- شرح مسائل الجاهلية لشيخ الإسلام المجدد الشيخ محمد بن عبد الوهاب: تأليف صالح بن فوزان الفوزان.[2]
- الفوائد الجلية شرح مسائل الجاهلية: تأليف زيد مدخلي.[3]
- بعض التعليقات والقواعد العلمية على مسائل الجاهلية: تأليف أحمد بن عمر الحازمي.